# Маркс, Адольф Бернхард
Фридрих Генрих Адольф Бернхард Маркс (нем. Friedrich Heinrich Adolf Bernhard Marx, первые два имени не употреблялись; от рождения до крещения в 1819 году — Самуэль Мозес Маркс; 15 мая 1795, Галле — 17 мая 1866, Берлин) — немецкий музыковед

, музыкальный педагог и композитор.

## Биография
Из еврейской семьи, сын врача. Изучал право в своём родном городе, одновременно беря уроки музыкальной композиции у Даниэля Готлоба Тюрка. С 1821 года — в Берлине. В 1825 году Адольф Мартин Шлезингер назначил Маркса редактором новоучреждённой «Берлинской всеобщей музыкальной газеты» (нем. Berliner allgemeine musikalische Zeitung); интеллектуально заострённые критические статьи Маркса, зачастую направленные против берлинского музыкального истеблишмента во главе с Карлом Фридрихом Цельтером, вызывали одобрение Бетховена.
В 1820—30-е годы Маркс был весьма близок с Феликсом Мендельсоном и оказал на него существенное влияние — в частности, то, что переработка Мендельсоном увертюры «Сон в летнюю ночь» (1826) произведена под воздействием идей Маркса, отмечалось в мемуарах Эдуардом Девриентом. В 1829 году Маркс убедил Шлезингера опубликовать «Страсти по Матфею» Иоганна Себастьяна Баха, только что заново открытые Мендельсоном, а в 1830 году Мендельсон рекомендовал Маркса на новоучреждённый пост профессора музыки в Берлинском университете. Маркс и Мендельсон условились даже обменяться либретто — с тем, чтобы каждый написал по оратории на текст другого; однако Мендельсон внёс значительные изменения в созданный Марксом текст оратории «Павел» (1836), а на просьбу Маркса исполнить его ораторию «Моисей» с текстом самого Мендельсона ответил отказом, заявив, что качество музыки неудовлетворительно. Взбешённый Маркс после этого уничтожил все хранившиеся у него письма Мендельсона (а его оратория «Моисей» была исполнена лишь в 1853 году Ференцем Листом).
Основной вклад в музыку Маркс внёс как педагог и теоретик. В 1826 году он опубликовал учебно-методический труд «Вокальное искусство» (нем. Kunst des Gesangs), в следующем году по совокупности работ (то есть за эту книгу и статьи в периодике) получил докторскую степень в Марбургском университете.
Маркс оценивается как автор, «возможно, самого развитого и влиятельного учения о форме (Formenlehre) XIX века», которое он изложил в четырёх томах «Учения о музыкальной композиции» (нем. Die Lehre von der musikalischen Komposition, 1837—1847 годы; несколько переизданий выдержал и английский перевод Г. Сарони в США). Наибольшую популярность получила изложенная в этом трактате теория песенных форм, однако сам Маркс, в отличие от своих эпигонов, не применял понятие «песенная форма» к инструментальной музыке (см. «Учение о музыкальной композиции», т. 3, кн. 7, ч. 3 «Песенная форма»). Маркс написал также монографию о Бетховене (нем. Ludwig van Beethoven: Leben und Schaffen; 1859) и книгу воспоминаний (нем. Erinnerungen aus meinem Leben; 1865).
В 1850 году вместе с Теодором Куллаком и Юлиусом Штерном Маркс основал так называемую Консерваторию Штерна и до 1857 года оставался одним из её руководителей.

## Избранные сочинения
- Die Lehre von der musikalischen Komposition. 4 Bde. Leipzig: Breitkopf und Härtel, 1837—1847 (1837; 1842; 1845; 1847); многие репринты